# Torre Cortés
La Torre Cortés és una obra modernista de Barcelona inclosa a l'Inventari del Patrimoni Arquitectònic de Catalunya.

## Descripció
La Torre Cortés s'emplaça al carrer Bisbe Català, 8 del barri de Pedralbes (Districte de les Corts). Es tracta d'un petit edifici exempt, amb espais de comunicació a banda i banda i pati al darrere. Originàriament era un habitatge unifamiliar residencial obra de l'arquitecte modernista Salvador Valeri i Pupurull. La planta de l'edifici adapta la seva forma a la línia corba del vial.
La façana principal que afronta al carrer Bisbe Català, es veu afectada per aquesta irregularitat. Consta de tres nivells d'alçat: planta baixa i dos pisos. La planta baixa d'aquesta façana no té decoració, probablement va ser eliminada quan va ser ocupada per usos comercials. La primera planta té una obertura biforada i una altra triforada assentades sobre una cornisa horitzontal que separa el primer pis dels baixos. Les finestres són de muntants motllurats i llindes decorades amb elements de ceràmica circulars, ambdues emmarcades i coronades per garlandes florals, realitzades amb la tècnica del mosaic. La planta superior és la més profusa en decoració. Presenta una altra obertura triforada amb arcs de mig punt, un emmarcament fet en relleu i, a banda i banda, decoració de mosaic policrom que organitza noves garlandes i motius geomètrics. El coronament de l'edifici és esgraonat amb formes ondulades, predomina la sinuositat. Sobre ell es disposen a les cantonades dos boles de pedra ornamentals i una a la part culminant de la construcció. En perfecta simetria es disposen dos gerros a banda i banda de la bola central. La coberta queda amagada per aquest coronament (a doble vessant)i. Una banda de rajoles de ceràmica policroma de forma circular i diferents mides, segueixen el joc de sinuositat que marca el coronament. Les quatre cantonades de la casa estan decorades verticalment fins a la cornisa divisòria de l'edifici amb motllures amb relleus geomètrics que acaben en cartel·les coronades amb les boles de pedra mencionades.
La façana de ponent a la planta baixa té la porta d'entrada a un comerç (al moment de realització de la fitxa l'any 2012 és una farmàcia). A la primera planta hi ha una única finestra rectangular, emmarcada i coronada per una garlanda de les mateixes característiques que les del cos principal, mentre que a la planta superior només s'observa la presència de tres petits ulls de bou el·líptics, amb un emmarcat en relleu ondulat i rajoles de ceràmica policroma de diferents mides. La façana est és similar a la de ponent, amb l'única diferencia de que aquesta última no té finestra.
La façana que dona al pati és idèntica a la principal en la part superior. A la part inferior s'adossa un cos amb terrat superior, on destaquen uns grans finestrals amb vidrieres de color verd i groc.

## Història
La propietat original de la torre i qui consta com a promotora de la seva construcció era María del Rosario Cortés.